# دانیل گوسمان
دانیل گوسمان (اسپانیایی: Daniel Guzmán‎؛ زادهٔ ۲۱ سپتامبر ۱۹۷۴) بازیگر، کارگردان فیلم و فیلم‌نامه‌نویس اهل اسپانیا است.
از فیلم‌ها یا سریال‌های تلویزیونی که وی در آن نقش داشته‌است، می‌توان به سلام، تنهایی؟ و ذهن‌های جنایتکار اشاره کرد.
او در سال ۲۰۱۶ برندهٔ جایزه گویا شد.